# Klocksin
Klocksin – miejscowość i gmina w Niemczech, w kraju związkowym Meklemburgia-Pomorze Przednie, w powiecie Mecklenburgische Seenplatte, wchodzi w skład Związku Gmin Seenlandschaft Waren.
Na terenie gminy znajduje się między innymi wiekowy wiąz szypułkowy, o obwodzie pnia 863 cm (w 2000 roku; na wys. 1,3 m). Wiek drzewa szacuje się na 300–400 lat.